# Barry Town United FC
Barry Town United is een voetbalploeg uit Wales die in het laatste decennium van de twintigste eeuw het voetbal in de League of Wales domineerde. Na een financiële teloorgang degradeerde de ploeg echter in 2003/2004 en zakt de ploeg steeds verder weg.

## Geschiedenis
Barry Town werd in november 1912 opgericht als Barry Town A.F.C., werd toegevoegd aan de Southern Football League Welsh Section in 1921 en veranderde twee jaar later de naam in Barry Town. De ploeg werd in 1982 ingeschreven in de Welsh League waar het haast onverslaanbaar bleek te zijn. Tussen 1982-83 en 1986-87 won de ploeg het kampioenschap vijf maal op rij en behaalde de zesde titel in 1988-89. Door het gebrek aan concurrentie besloot de ploeg in 1989 terug te gaan naar de Southern League. Toen in 1992 de League of Wales werd gevormd wilde Barry Town daar aanvankelijk niet aan deelnemen waardoor de ploeg werd verbannen. Onder de naam Barri Town speelde de ploeg een jaar op het veld van Worcester City FC en besloot het mee te voetballen in Wales. In het seizoen 1993-1994 werd de ploeg kampioen van de Welsh Football League First Division, won het de Welsh League Cup, de Welsh Cup (voor het eerst sinds 1955) en promoveerde het naar het hoogste niveau. Door het winnen van de nationale beker mocht de ploeg deelnemen aan de Europa Cup II, waarin het tegen Žalgiris Vilnius uit Litouwen mocht aantreden. Dit mondde echter uit in een deceptie en de ploeg verloor over twee wedstrijden met 7-0.

### Memorabel seizoen
In 1996 werd de ploeg kampioen van de League of Wales en dat was de eerste titel van de zeven die de ploeg in acht seizoenen zou behalen. In het seizoen 1996/97 versloeg de ploeg Dinaburg FC Daugavpils uit Letland in de UEFA Cup, waarmee de ploeg de eerste club uit Wales werd die een Europese speelronde overleefde. Ook de volgende ronde wist de ploeg te overleven door het Hongaarse Budepesti Vasutas na penalty’s te verslaan. Hiermee had de ploeg de voorrondes overleefd en trof het in de eerste ronde Aberdeen FC uit Schotland. Ondanks het feit dat die ploeg te sterk bleek te zijn werd de ploeg de succesvolste in Wales en kreeg het de nodige extra financiën binnen door het Europese avontuur. Datzelfde seizoen lukte het Barry Town ook zowel de competitie als de nationale beker en de League Cup te winnen, wat een unicum was in de historie van het voetbal in Wales.

### Dynamo Kiev
In het seizoen 1997-1998 kwam Barry Town ongelukkig terecht bij de trekking voor het Europese toernooi. Uit de koker kwam de topploeg Dynamo Kiev uit Oekraïne. In de uitwedstrijd werd een knappe prestatie geleverd door maar met 2-0 te verliezen. In de thuiswedstrijd ging de ploeg met 0-4 onderuit. Alsof die confrontatie niet genoeg was werd het volgende seizoen weer tegen Dynamo Kiev geloot. Ditmaal maakten de Oekraïners hun reputatie wel waar in de thuiswedstrijd door met 8-0 te winnen. In de thuiswedstrijd zorgde Barry Town voor een kleine verrassing door de eindstand op 1-2 te houden.

### Champions League
In het seizoen 2000-2001 was Barry Town de eerste ploeg uit Wales die een ronde wist te overleven in het Champions League-toernooi. Het Azerbeidzjaanse FK Shamkir werd verslagen. In de volgende ronde trof het de kampioen van Portugal: FC Porto. Ondanks een ruime nederlaag in de eerste wedstrijd wisten de Welshmen in eigen huis met 3-1 te winnen.

### Financiële problemen en doorstart
In 2003 ging het helemaal mis bij Barry Town en ging de club bijna failliet. De schuld was opgelopen tot £1 miljoen. Voorzitter John Fashanu werd ontslagen en de spelers en manager werden verbannen (zij hadden al maanden geen loon meer gehad). Met een nieuw management en amateur-spelers werd het seizoen afgemaakt. De ploeg eindigde onderaan in de competitie en degradeerde. De club zakt nog steeds weg en lijkt een wonder nodig te hebben wil het de gloriedagen doen herleven. Jenner Park, de voormalige thuisbasis van de club, is verboden gebied voor Barry Town en thuiswedstrijden moeten nu in stadions van andere clubs gespeeld worden.
De club werd overgenomen door Stuart Lovering maar het bleef een roerige periode zowel sportief als financieel. Aan het einde van het seizoen 2012/13 trok Lovering het team terug uit de competitie. Vanuit de fans werd als Barry Town United een doorstart gemaakt. Na een juridische strijd mocht de club in de league blijven maar moest wel onderaan beginnen. Na twee titels op rij keerde Barry Town United in 2017 terug op het hoogste niveau.

## Erelijst
- Kampioen Welsh Premier League: 1996, 1997, 1998, 1999, 2001, 2002 en 2003
- Tweede plaats Welsh Premier League: 2000
- Winnaar Welsh Cup: 1955, 1994, 1997, 2001, 2002 en 2003
- Verliezend finalist Welsh Cup: 1996
- Winnaar League Cup: 1997, 1998, 1999 en 2000
- Verliezend finalist League Cup: 2001
- Winnaar FAW Trophy: 1994
- Winnaar FAW Premier Cup: 1999
- Kampioen Welsh League Nation Division: 1984, 1985, 1986, 1987, 1989
- Tweede plaats Welsh League National Division: 1988
- Kampioen Welsh League Premier Division: 1983
- Kampioen Welsh League Division One: 1994
- Kampioen Southern League (Welsh): 1921
- Winnaar Welsh League Challenge Cup: 1935 en 1947
- Winnaar SA Brain Challenge Cup: 1979, 1983 en 1987
- Winnaar South Wales & Monmouthshire Senior Cup: 1926, 1927, 1938, 1939, 1953, 1954, 1959, 1960, 1966, 1976, 1978, 1984, 1987, 1988 en 1992

## In Europa
Barry Town United FC speelt sinds 1994 in diverse Europese competities. Hieronder staan de competities en in welke seizoenen de club deelnam:
- Champions League (6x)

1997/98, 1998/99, 1999/00, 2001/02, 2002/03, 2003/04
- Europa League (2x)

2019/20, 2020/21
- Europacup II (1x)

1994/95
- UEFA Cup (2x)

1996/97, 2000/01
Zie ook
- Deelnemers UEFA-toernooien Wales
- Ranglijst van alle clubs die in de diverse Europa Cups zijn uitgekomen